# 莫利纳阿泰尔诺
莫利纳阿泰尔诺（義大利語：Molina Aterno），是意大利阿奎拉省的一个市镇。总面积11.84平方公里，人口420人，人口密度35.5人/平方公里（2009年）。ISTAT代码为066055。